# 太合麦田
太合麦田（英文：Taihe Rye Music Co.Ltd.）（北京太合麦田音乐文化发展有限公司），是中国一家唱片公司，目前为中国最大唱片公司，成立于2004年3月，其口号是为人民的娱乐服务。2015年，該公司正式與百度音樂及海蝶音樂合組太合音乐集团，成為該集團的旗下子公司之一。

## 发展历程
宋柯在1996年与高晓松合伙创立麦田音乐制作公司，成功打造朴树，叶蓓等多位艺人，在业内独树一帜，并于2000年和华纳唱片合组华纳·麦田公司，当时已经拥有朴树、孙楠、周迅等王牌歌手，进入全盛时期，而且是当时世界四大唱片公司在内地发展最好的。2004年与华纳唱片解散，并与太合传媒合组北京太合麦田音乐文化发展有限公司，发展至今，成为中国本土最大的唱片公司。

## 旗下歌手
- MIC男团
  - 王一浩
  - 赵泳鑫
  - 肖顺尧
  - 池約翰
  - 檀健次
- 理化兄弟
- 耀樂團
- 顏子
- 丁世光
- 橘子海
- 譚維維
- 高天妮
- 刘惜君
- 王藝瑾
- 李志

## 外部連結
- 官方网站